# 제원군·단양군
제원군·단양군은 대한민국의 옛 국회의원 선거구이다. 당시 충청북도 제원군과 단양군 지역을 관할했다.

## 역사
대한민국 제13대 국회의원 선거를 앞두고 충주시·제천시·중원군·제원군·단양군 선거구에서 분리되면서 신설되었다. 
1991년 1월 1일을 기해 제원군이 제천군으로 명칭을 변경하였다. 이에 대한민국 제14대 국회의원 선거를 앞두고 제원군·단양군 선거구는 제천군·단양군 선거구로 개편되었다.

## 역대 국회의원
| 선거   | 정당 | 정당       | 의원   |
| ------ | ---- | ---------- | ------ |
| 1988년 |      | 민주정의당 | 안영기 |

## 역대 선거 결과

### 대한민국 제13대 국회의원 선거
|  | 52.41% |

|  | 30.27% |

|  | 12.31% |

|  | 4.99% |